# 스타 탄생 (1960년 영화)
"스타 탄생"은 한국에서 제작된 이태환 감독의 1960년 영화이다. 전계현 등이 주연으로 출연하였고 김보철 등이 제작에 참여하였다.

## 출연

### 주연
- 전계현
- 이수련
- 김동원

## 기타
- 조명: 박응선
- 녹음: 이경순
- 미술: 홍성칠